# Philodendron fragile
Philodendron fragile är en kallaväxtart som beskrevs av Marcus A. Nadruz och Simon Joseph Mayo. Philodendron fragile ingår i släktet Philodendron och familjen kallaväxter. Inga underarter finns listade.